# Absolute Let's Dance opus 4
Absolute Let's Dance opus 4, kompilation i serien Absolute Dance udgivet i 1994. 

## Spor
1. Haddaway – "Life" (Radio Edit)
2. M People – "Moving On Up" (M People Master Edit)
3. D:Ream – "Things Can Only Get Better" (D:Rreamix Edit)
4. Take That feat. Lulu – "Relight My Fire" (Radio Version)
5. En Vogue – "Runnaway Love" (Edit)
6. Ultra Naté – "Show Me" (Pop Mix)
7. Juliet Roberts – "Free Love"
8. The Loft – "Hold On" (Radio Edit)
9. DJ Bobo – "Take Control" (Radio Mix)
10. Pandora – "Trust Me" (Radio Edit)
11. Treble'N'Bass – "Jam Jam Jam (All Night Long)" (Original Radio Version)
12. Pointer Sisters – "Don't Walk Away"
13. Jennifer Brown – "Heaven Come Down" (Radio Edit)
14. Sound of Seduction – "Bring Out The Sun"
15. Ministry Of Sound – "Let's All Chant (Move Your Body)" (Radio Edit)
16. Melodie MC – "Feel Your Body Movin'" (Euromix)
17. David Michael Johnson – "How Deep Is Your Love" (Radio Edit)
18. Dannii – "This Is The Way" (7" Version)
19. Village People – "Y.M.C.A. '93 Remix"